# مجموعة دايموند اس للملاحة
مجموعة دايموند اس للملاحة (DSG) هي شركة شحن تأسست قانونًا في جزر مارشال ومقرها في غرينتش بولاية كونيتيكت بالولايات المتحدة الأمريكية وتمتلك وتدير سفن ناقلات متوسطة المدى تعمل في سوق الشحن الدولي عبر المحيطات للبترول المكرر وغيرها من المنتجات. دايموند اس للملاحة «تدير 33 ناقلة للمنتجات». يتم تداول مجموعة دايموند اس للملاحة في بورصة نيويورك مع الرمز. (NYSE: DSSI).
تم تأسيس دايموند اس للملاحة بشكل قانوني في جزر مارشال.

## روابط خارجية
- - بيانات النشاط التجاري لـ Diamond S Shipping: 
  -  رويترز